# Gare de Dangé
Ne doit pas être confondu avec Gare de Dingé.
La gare de Dangé est une gare ferroviaire française de la ligne de Paris-Austerlitz à Bordeaux-Saint-Jean, située sur le territoire de la commune de Dangé-Saint-Romain, dans le département de la Vienne, en région Nouvelle-Aquitaine.
Elle est mise en service en 1851, par la Compagnie du chemin de fer du Centre, et devient en 1852 une gare de la Compagnie du chemin de fer de Paris à Orléans (PO).
C'est une halte voyageurs de la Société nationale des chemins de fer français (SNCF), desservie par des trains régionaux TER Nouvelle-Aquitaine.

## Situation ferroviaire
Établie à 51 mètres d'altitude, la gare de Dangé est située au point kilométrique (PK) 289,286 de la ligne de Paris-Austerlitz à Bordeaux-Saint-Jean, entre les gares ouvertes des Ormes-sur-Vienne et d'Ingrandes-sur-Vienne dont elle était séparée par la gare de Saint-Ustre (fermée).

## Histoire
La « station intermédiaire de Dange » est mise en service le 15 juillet 1851 par la Compagnie du chemin de fer du Centre, lorsqu'elle ouvre à l'exploitation le deuxième tronçon, de Tours à Poitiers, de sa ligne d'Orléans à Bordeaux. Le bâtiment, à trois ouvertures, un étage et une toiture à quatre pans, est réalisé, suivant les instructions de la Compagnie, par les entreprises Lesourd et Autellet.
Le 27 mars 1852, elle devient une gare du réseau de la Compagnie du chemin de fer de Paris à Orléans (PO).
Le bâtiment voyageurs, encore présent en 1991, a été détruit depuis.
En 2022, selon les estimations de la SNCF, la fréquentation annuelle de la gare était de 29 629 voyageurs contre 20 056 voyageurs en 2019.

## Service des voyageurs

### Accueil
Halte SNCF, c'est un point d'arrêt non géré (PANG), équipé de deux quais avec abris contre 12 949 en 2018.
Un passage souterrain permet la traversée des voies et l'accès aux quais.

### Desserte
Dangé est desservie par des trains du réseau TER Nouvelle-Aquitaine circulant entre Tours et Poitiers.